# Африканские чехони
Африканские чехони (лат. Chelaethiops) — род лучепёрых рыб из семейства карповых. Предковым родом является, вероятно, Barilius.

## Описание
Тело сильно сжато с боков. Среднебрюшная линия и область спереди от брюшных плавников покрыты килеватыми чешуйками.

## Экология
Обитают в крупных реках, питаются зоопланктоном, мелкими насекомыми, держатся вблизи поверхности воды.

## Классификация
На июль 2019 года в род включают 5 видов:
- Chelaethiops bibie (Joannis, 1835)
- Chelaethiops congicus (Nichols & Griscom, 1917)
- Chelaethiops elongatus Boulenger, 1899typus
- Chelaethiops minutus (Boulenger, 1906)
- Chelaethiops rukwaensis (Ricardo, 1939)